# Materiali compositi fibrorinforzati a matrice inorganica

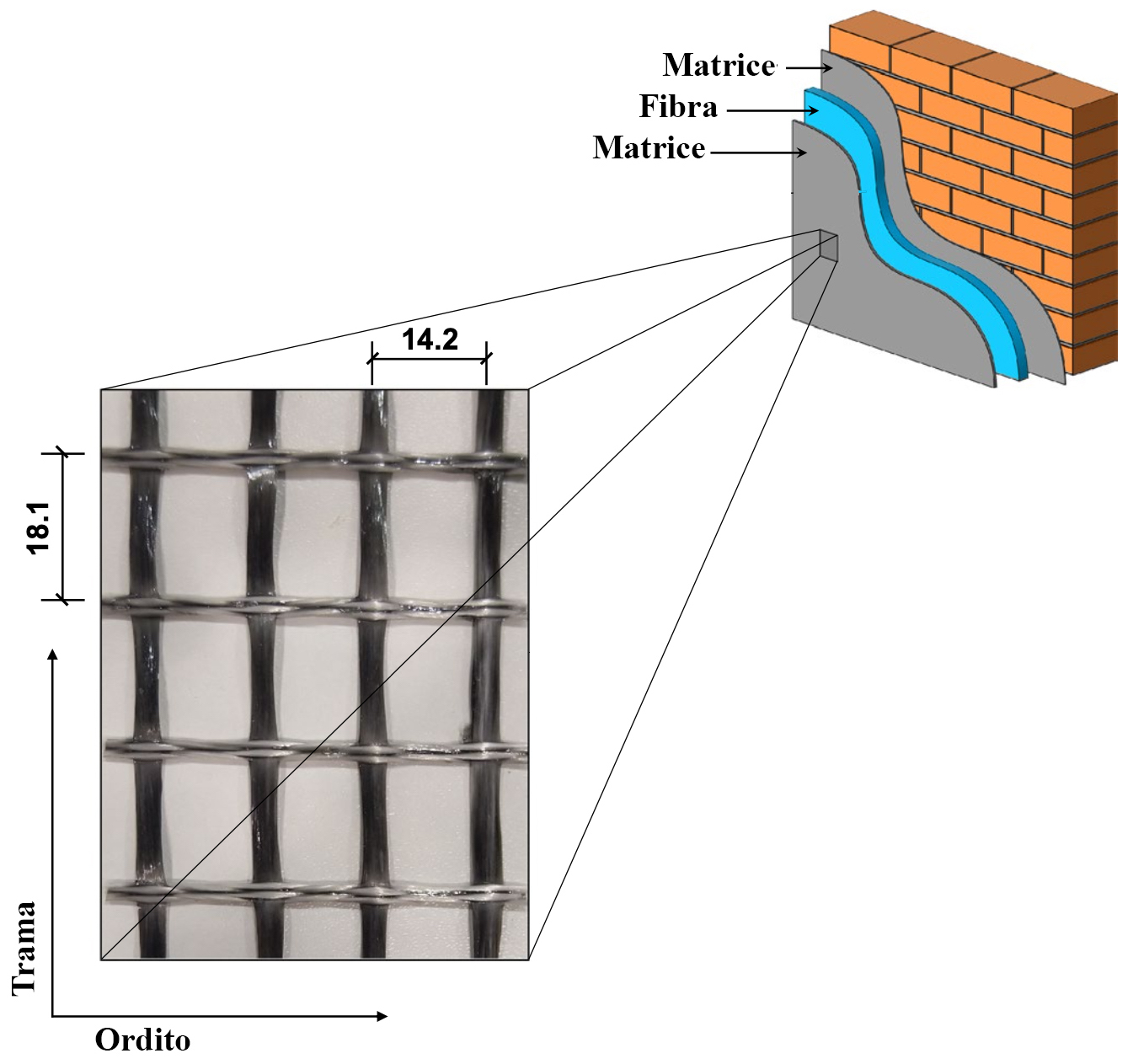
Componenti di un FRCM: matrice e fibra. Un ingrandimento mostra la rete di fibre con l'orditura suddivisa nelle sue direzioni:ordito e trama

I materiali compositi fibrorinforzati a matrice inorganica (noti anche come FRCM, dall'inglese Fiber Reinforced Cementitious Matrix) sono un sistema di rinforzo risultante dell’accoppiamento di reti, realizzate con fibre di diversi materiali — in genere acciaio, aramide, basalto, carbonio, poliparafenilenbenzobisoxazolo oppure vetro — inglobate in una matrice a base inorganica, in genere di cemento o di calce.
Nella letteratura internazionale gli FRCM vengono denominati anche TRC (Textile Reinforced Concrete), TRM (Textile Reinforced Mortars), FRM (Fabric Reinforced Mortar) o anche IMG (Inorganic Matrix-Grid Composites).
A partire dal secondo decennio del XXI secolo sono utilizzati per il rinforzo strutturale di edifici esistenti, in particolare modo eseguiti in muratura (storica e non) o in calcestruzzo armato, al fine di aumentarne la capacità portante sia sotto carichi verticali sia sotto carichi orizzontali (tra cui i quelli sismici).

## Storia
Fin dell'antichità si era capito che associare più materiali insieme conferiva proprietà meccaniche migliori. Un esempio sono i mattoni realizzati con argilla e paglia essiccati al sole utilizzati in Mesopotamia, oppure il cocciopesto romano. I primi materiali compositi in FRP(dall'inglese "Fiber reinforced polymers") sono apparsi negli anni quaranta nell'ambito dell'ingegneria aeronautica. I materiali compositi in FRCM, invece, hanno visto le loro prime applicazioni a partire dai primi anni del XXI secolo. Infatti, gli FRCM nel secondo decennio dello stesso secolo hanno affiancato per importanza gli ormai classici FRP per il rinforzo strutturale. Questo è dovuto al fatto che la matrice inorganica ha mostrato numerosi vantaggi, rispetto a quella organica degli FRP, tra cui una migliore risposta quando applicata a supporti fragili quali muratura e calcestruzzo armato, grazie alla maggiore affinità della malta a questo tipo di supporti.

## Proprietà
I compositi FRCM costituiscono sistemi o kit secondo la definizione di cui al punto 2 dell'art. 2 del Regolamento UE 305/2011. Essi sono costituiti da due componenti fondamentali: matrice inorganica e rinforzo. A volte, per migliorarne le caratteristiche meccaniche e di aderenza, possono essere associati anche connettori, dispositivi di ancoraggio o additivi.
Il pacchetto FRCM è realizzato in situ ed è applicato alla struttura da consolidare. Un sistema FRCM può essere qualificato come tale sia se è costituito da una sola "rete" sia da più "reti" annegate in un unico spessore di malta.
La matrice (o malta), cementizia, aerea, idraulica, bastarda o a base di calce naturale, viene rinforzata con fibre delle seguenti tipologie di materiali:
- acciaio ad alta resistenza (UHTSS - Ultra High Tensile Strength Steel);
- basalto;
- poliparafenilenbenzobisoxazolo (PBO);
- vetro;
- carbonio;
- aramide.

Le fibre che costituiscono la rete sono raggruppate in fili e possono essere secche oppure impregnate con resine di tipo organico. Nello strato di malta è possibile che siano presenti più reti di rinforzo sovrapposte e distanziate secondo una misura da definire opportunamente e secondo quanto indicato nelle CNR DT 215.
Gli elementi della rete principali da definire sono:
- la distanza tra i fili nelle due direzioni di orditura della rete stessa (chiamate rispettivamente "ordito" e "trama");
- le grammature;
- le modalità di orditura.

## Caratteristiche meccaniche

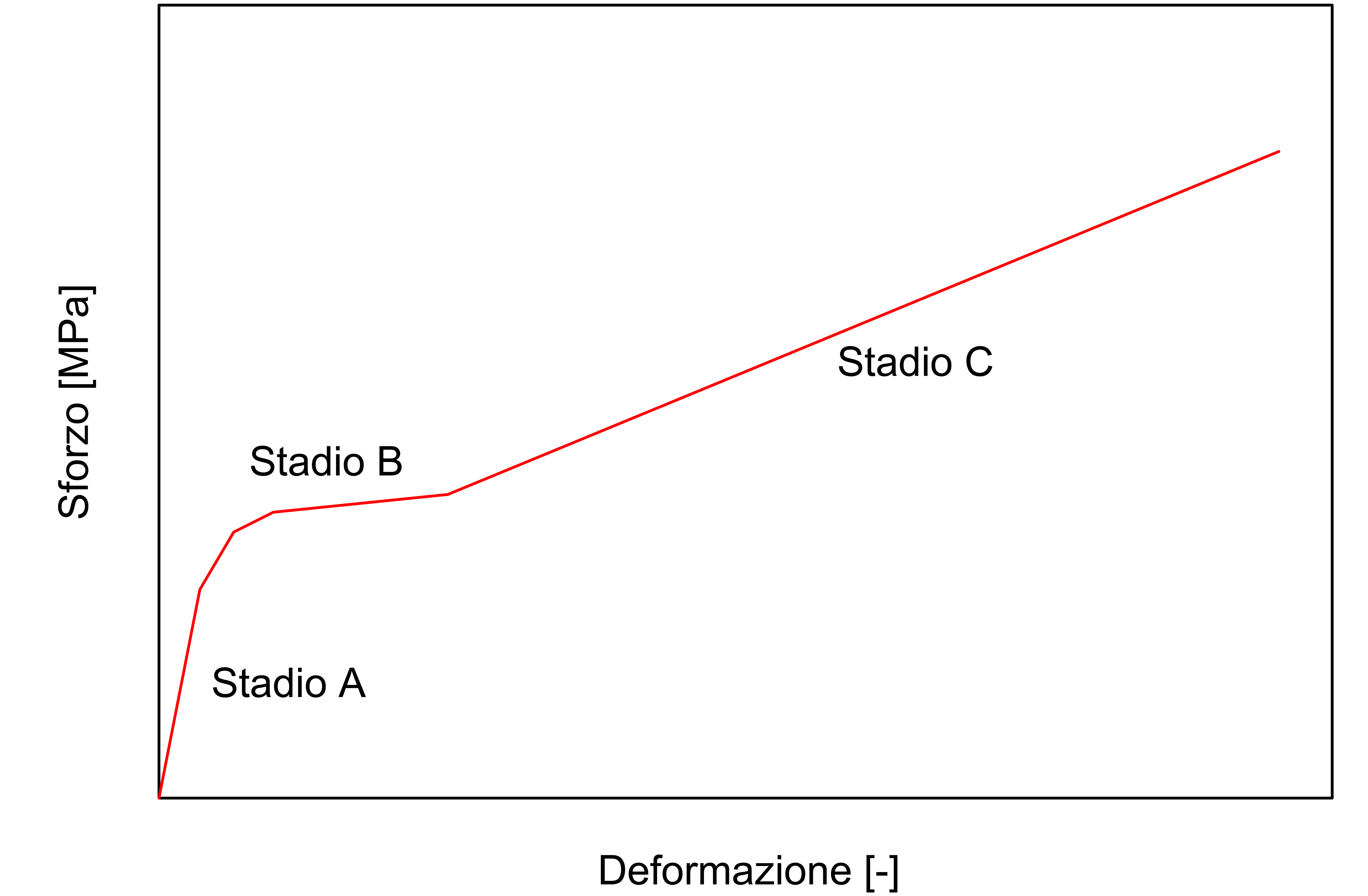
Legame costitutivo tipo a trazione uniassiale di un provino di FRCM

Il legame costitutivo tensione-deformazione di un sistema di rinforzo FRCM in una prova di tensione monoassiale presenta tre Stadi. Lo Stadio A corrisponde al campione non fessurato, lo Stadio B corrisponde al campione in fase di fessurazione ed infine lo Stadio C corrisponde a quello fessurato. Nello Stadio C la tensione si esprime in relazione della sola area della fibra senza matrice inorganica. Il comportamento meccanico degli FRCM però è molto complesso per cui tale legame costitutivo non è sufficiente per caratterizzarne il comportamento meccanico. Questo è dovuto al fatto che il sistema, essendo impiegato come elemento di rinforzo di altri materiali, deve tenere in considerazione molteplici meccanismi di crisi che possono verificarsi a seguito dell'interazione tra supporto e rinforzo. Tali meccanismi includono:
1. il distacco con rottura coesiva del supporto dal sistema di rinforzo;
2. il distacco all'interfaccia matrice-supporto;
3. il distacco all'interfaccia matrice-tessuto/rete;
4. lo scorrimento del tessuto nella matrice;
5. lo scorrimento del tessuto/rete e fessurazione dello strato di malta più esterno;
6. la rottura a trazione del tessuto/rete.

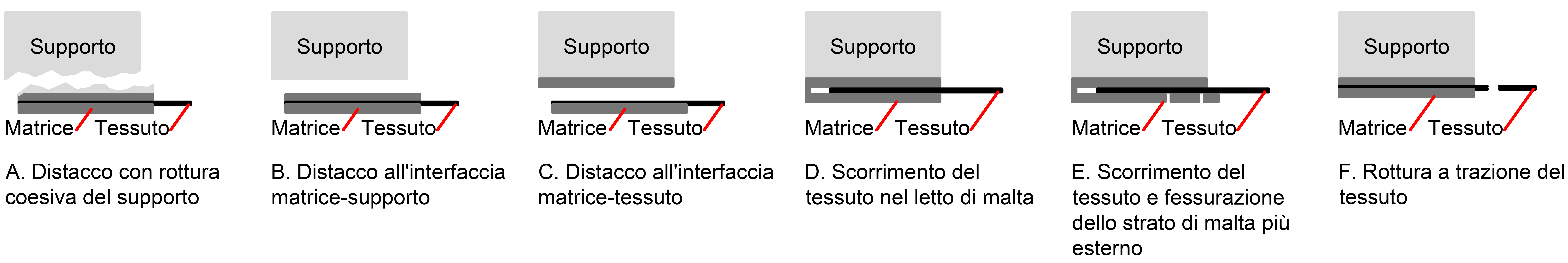
Meccanismi di crisi

## Applicazione
I sistemi FRCM sono utilizzati per il rinforzo di strutture (o elementi singoli) in muratura o in calcestruzzo armato. Di seguito vengono riportate alcune delle possibilità di applicazione.

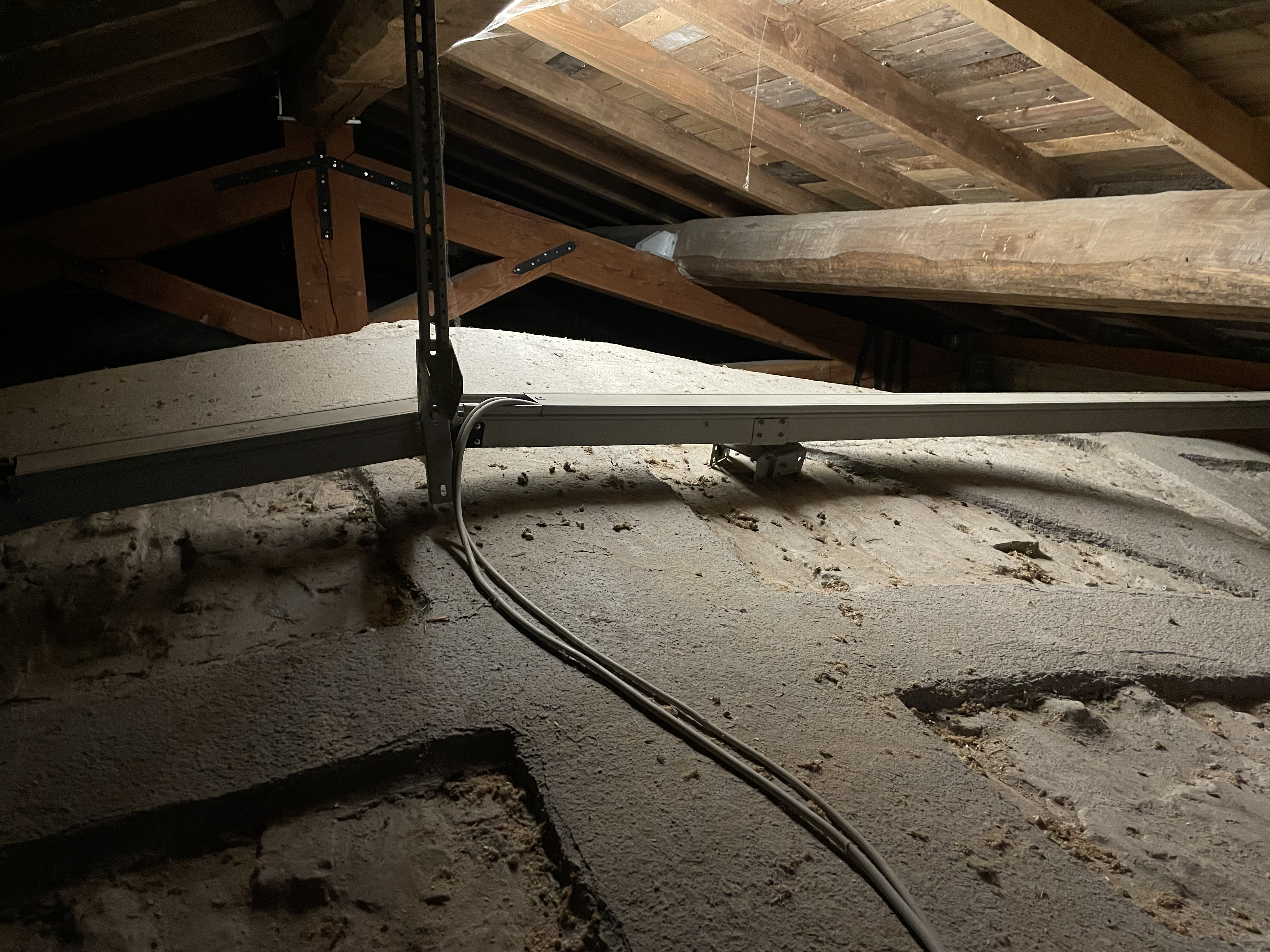
Volta rinforzata con FRCM, San Bassiano (Pizzighettone)

### Applicazione su supporti murari

#### Pannelli murari
Per incrementare la capacità portante a taglio o pressoflessione di un pannello murario si prevede la posa del sistema FRCM sia con continuità sia con fasce.

#### Volte e archi

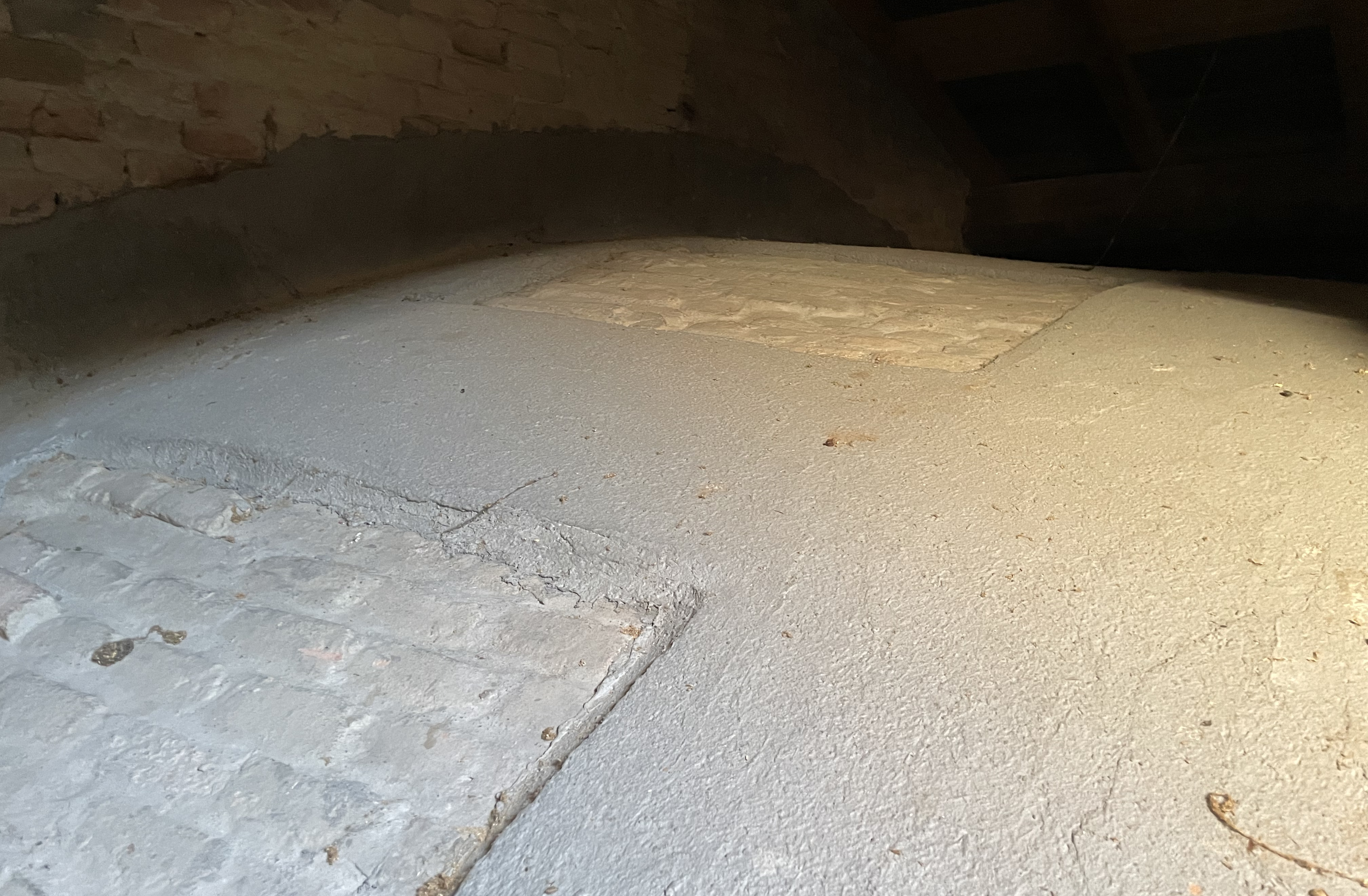
Volta rinforzata con FRCM, San Bassiano (Pizzighettone)

Al fine di contrastare l'apertura di cerniere sia nelle volte che negli archi, il sistema FRCM può essere applicato sia all'intradosso sia all'estradosso delle strutture. Il rinforzo può essere applicato con continuità o con fasce.

#### Cordolature di piano sommitali
Per aumentare i moltiplicatori di collasso associati a cinematismi di ribaltamento di macroelementi murari è possibile realizzare una cordolatura esterna con fasce di FRCM.

#### Confinamento di pilastri
Per aumentare la capacità portante di colonne sottoposte a compressione vengono realizzati degli avvolgimenti in FRCM o continui o in fasce.

### Applicazione su supporti in calcestruzzo armato

#### Travi, pilastri o travetti di solaio rinforzati a flessione
Per incrementare la resistenza a flessione il sistema FRCM viene applicato sul lembo teso di travi, pilastri o travetti.

#### Travi e pilastri rinforzati a taglio

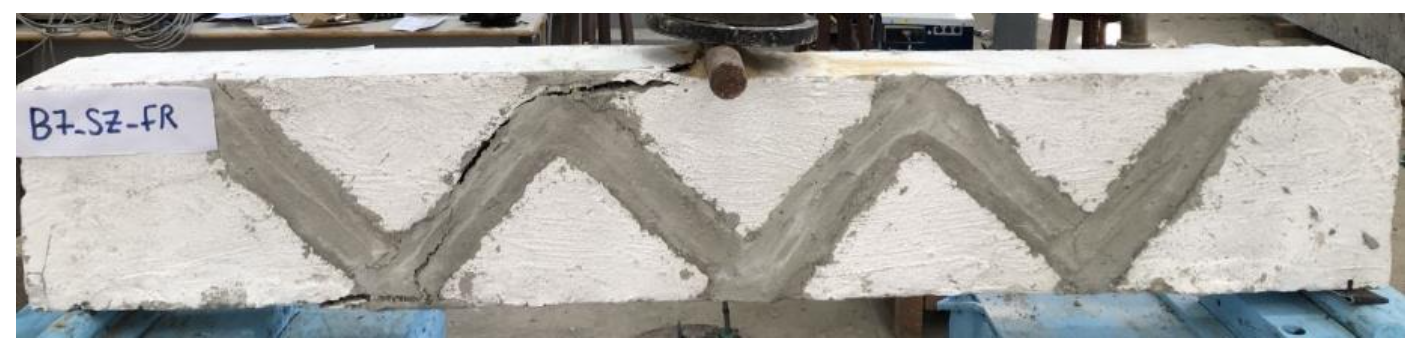
Trave in calcestruzzo armato rinforzata a taglio con FRCM

Per incrementare la resistenza a taglio il sistema FRCM viene applicato sulla superficie di cui si vuole aumentare la capacità, tipicamente inclinato a 45°.

#### Confinamento di pilastri
Per aumentare la capacità portante di colonne sottoposte a compressione vengono realizzati degli avvolgimenti in FRCM o continui o in fasce.

#### Nodi trave-pilastro
La duttilità dei nodi trave-pilastro può essere incrementata avvolgendo in continuo le estremità degli elementi che vi convergono.

## Controlli di accettazione e controllo di qualità
Per gli aspetti legati alla identificazione e alla qualificazione, nonché per quelli connessi alla durabilità, trasporto, stoccaggio, movimentazione, utilizzo, si rimanda alla documentazione che accompagna la marcatura CE oppure alle Certificazioni di Valutazione Tecnica (CVT) ed ai manuali di installazione, obbligatori per questi materiali ai sensi della Linea Guida approvata dal MIT e dal titolo: Linea Guida per la identificazione, la qualificazione ed il controllo di accettazione di compositi fibrorinforzati a matrice inorganica (FRCM) da utilizzarsi per il consolidamento strutturale di costruzioni esistenti.
Una volta che il sistema FRCM arriva in cantiere, esso deve essere sottoposto a controllo sia per l'accettazione ma anche per appurarne la qualità della messa in opera. Realizzato l'intervento, sarà necessario procedere al suo controllo ai fini del collaudo statico e progettare il suo monitoraggio nel tempo. In entrambi i casi è possibile procedere sia con prove non distruttive che con prove parzialmente distruttive, purché vengano eseguite da personale qualificato.

### Prove non distruttive
La qualità di applicazione del sistema FRCM può essere controllata mediante prove non distruttive. Particolare attenzione viene comunque posta nel caso in cui si evidenzino difetti di applicazione nell'ordine di 10 cm per applicazioni diffuse o di 5 cm in zone critiche (ancoraggi, sovrapposizioni, etc.). L'opera non si può ritenere collaudabile qualora i difetti coprano più del 20% della superficie sulla quale è stato applicato il sistema FRCM.
Di seguito si riportano due esempi di prove non distruttive.

#### Prove di tipo acustico stimolato
Si basano sul diverso comportamento oscillatorio dello strato di rinforzo in presenza o in assenza di adesione con il substrato sottostante. La prova può essere eseguita da un tecnico esperto percuotendo la superficie del composito con una bacchetta rigida ed ascoltando la sonorità che scaturisce dall’impatto. Risultati più oggettivi possono essere ottenuti con sistemi automatizzati. Si segnala che la prova perde di significato in caso di spessori consistenti di malta.

#### Prove termografiche indotte da calore artificiale
Non sono efficaci in caso di rinforzi con un'elevata conducibilità termica (come fibra di carbonio o di acciaio). Il riscaldamento impartito nel corso della prova non deve danneggiare le fibre di rinforzo. Spessori di malta notevoli potrebbero limitare la capacità investigativa.

### Prove semi-distruttive
La qualità di applicazione del sistema FRCM può essere controllata più accuratamente mediante prove semi-distruttive. Le prove vanno eseguite ogni 30 m2 nel caso di calcestruzzo armato e ogni 50 m2 nel caso di muratura. Comunque il numero di prove non deve essere inferiore a tre.
Di seguito si riportano due esempi di prove semi-distruttive.

#### Prova di strappo a taglio

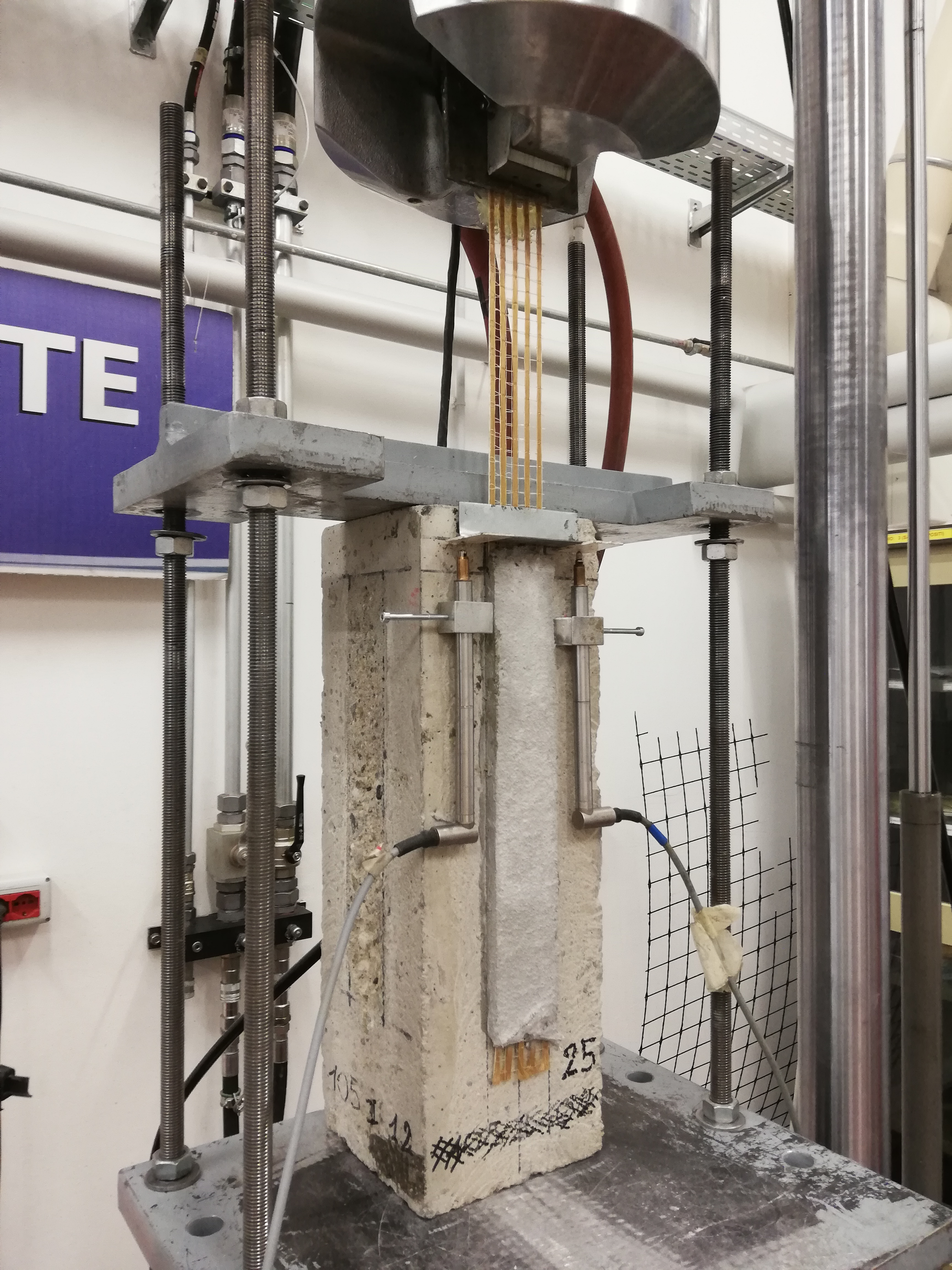
Campione in calcestruzzo armato rinforzato con PBO e sottoposto a prova di strappo a taglio

Serve per accertare la qualità dell’applicazione e della preventiva preparazione del supporto. L’esecuzione avviene in corrispondenza di uno spigolo libero della struttura su cui il rinforzo è applicato ed è richiesta la disponibilità di un’opportuna porzione libera di materiale composito (cioè non affogata nella malta), in continuità del materiale installato. È consigliabile impregnare tale parte libera del rinforzo con resina epossidica; a maturazione avvenuta, va applicata l’azione radente utilizzando come contrasto il suddetto spigolo.
La lunghezza di ancoraggio della porzione di FRCM deve risultare non inferiore a 300 mm.
Il risultato può ritenersi soddisfacente se almeno l'80% delle prove fornisce una forza di strappo di intensità non inferiore all’85% del valore della forza di progetto massima, ricavato dalla tensione limite convenzionale moltiplicata per l’area della rete secca testata.

#### Prove di strappo normale
Consiste nello "strappare" una porzione di rinforzo dal substrato in direzione normale ad esso. La loro interpretazione potrebbe risultare non completamente affidabile in termini di qualità e capacità del rinforzo, in ragione delle molteplici possibili combinazioni tra qualità del supporto e della malta di applicazione del rinforzo.